# Maison d'Auguste Comte
Maison d'Auguste Comte (Dům Augusta Comta), též známý jako Musée Auguste-Comte je soukromé muzeum a archiv v Paříži. Nachází se v 6. obvodu v ulici Rue Monsieur Le Prince. Muzeum představuje život a dílo francouzského matematika a sociologa a zakladatele pozitivistické církve Augusta Comta (1798-1857).

## Popis muzea
Muzeum spravuje Association internationale Auguste Comte (Mezinárodní asociace Augusta Comta). Muzeum se nachází ve 2. patře domu č. 10 v ulici Rue Monsieur le Prince v bytě, ve kterém Comte žil od roku 1841 až do své smrti v roce 1857, a kde napsal čtyři svazky svého díla Système de politique positive (1851-1854), své poslední pojednání pozitivistické filozofie.
Byt byl po filozofově smrti zachován v původní podobě. Skládá se z pěti hlavních místností (jídelna, obývací pokoj, pracovna, učebna, ložnice) a vestibulu o celkové ploše 150 m2. Zde jsou vystaveny Comtův psací stůl, portréty Clotildy de Vaux (1815-1846), která Comta inspirovala, a jeho učedníků, osobní předměty, ručně psané dopisy a knihovna s pozitivistickými spisy, která obsahuje asi 600 knih ve francouzštině, včetně prvních vydání jeho děl, 250 knih v jiných jazycích, několik tisíc brožur a čtyři sbírky periodik.